# Fink
Fink — проект, занимающийся портированием «открытых» Unix приложений в операционные системы macOS и Darwin. Fink использует библиотеку dpkg и APT (Debian пэкедж-редактор Debian'а), а также инструмент для построения пакетов на основе исходного кода — fink (как часть модулей Perl).
Название F. связано с названием ОС Darwin (произошло от немецкого названия зяблика, который использовался в учебниках по биологии для отображения примера теории эволюции Дарвина)